# Bowdon (Georgia)
Bowdon es un pueblo ubicado en el condado de Carroll en el estado estadounidense de Georgia. En el censo de 2000, su población era de 1.959.

## Demografía
En el 2000 la renta per cápita promedia del hogar era de $27,875, y el ingreso promedio para una familia era de $35,400. El ingreso per cápita para la localidad era de $14,968. Los hombres tenían un ingreso per cápita de $29,125 contra $19,643 para las mujeres.

## Geografía
Bowdon se encuentra ubicado en las coordenadas 33°32′22″N 85°15′21″O / 33.53944, -85.25583 (33.539388, -85.255851).
Según la Oficina del Censo, la localidad tiene un área total de 8,8 km² (3,4 mi²), de la cual 8,8 km² (3,4 mi²) es tierra y 0 km² (0 mi²) (0.0%) es agua.